# Усадьба Цурикова
Усадьба И. О. Цурикова — Нарышкиных (также известна как Московская удельная контора) — здание конца XVIII — XIX веков, расположенное в центре Москвы по адресу: Гоголевский бульвар, дом 12, строение 1 (район Хамовники). Объект культурного наследия регионального значения.

## История
В XVII веке здесь стояли палаты. В XVIII веке владением владел Цуриков. В 1790-е годы вместо палат возведён основной дом, за ним разбит широкий двор, на котором находились флигели и служебные корпусы (к этому периоду относится левый флигель). Основной дом, сильно пострадавший в 1812 году от пожара, был впоследствии восстановлен.
В начале XIX века хозяин дома — М. Н. Нарышкин, отец декабриста М. М. Нарышкина и основательницы Спасо-Бородинского монастыря М. М. Тучковой, которые провели здесь детские годы. До 1825 года М. М. Нарышкин использовал дом для тайных собраний декабристов. Сюда к нему приходили И. И. Пущин, К. Ф. Рылеев, Оболенский. Он сам и Пущин здесь были арестованы, о чём свидетельствует мемориальная доска.
В 1830 году владение приобрело у семьи Нарышкиных Удельное ведомство, о чём свидетельствует фронтон здания. После этого в северном флигеле разместилась Московская удельная контора. Флигель перестраивался в 1835 и в 1880 году по проекту неизвестного архитектора. С 1885 по 1917 годы здесь работал известный русский библиограф и библиофил Дмитрий Ульянинский.
После 1850-х годов в здании проходили литературные и музыкальные вечера. Дом посещали известные деятели культуры: И. С. Тургенев, А. Н. Островский, А. А. Фет, А. Г. Рубинштейн, А. Ф. Писемский, И. Е. Репин.
В советское время в здании находился Союз художников РСФСР.
6 ноября 2014 года было принято решение, что северное крыло будет восстановлено к 1 июля 2016 года.
В рамках гражданской инициативы «Последний адрес» 16 октября 2016 года на доме был установлен мемориальный знак с именем военного Виктора Петровича Корытина

## Архитектура
Главный дом, восстановленный после 1812 года, был выдержан в классическом стиле: фасад был украшен коринфским ордером, портик которого имел шесть колонн.
Архитектор перестройки в 1880 году неизвестен. Эклектичный флигель относится к русскому стилю, так как углы здания созданы на примере древнерусских прясел в древних русских храмах. Фасад обтянут в несколько раядов декоративными поясками и карнизами. На втором этаже находятся широкие арочные окна. Более узкие арочные окна первого этажа сгруппированы по два декоративными наличниками. Переход из главного дома во флигель стянут аркой.